# Тургызба (Жемский сельский округ)
Тургызба (каз. Тұрғызба) — село в Жылыойском районе Атырауской области Казахстана. Административный центр Жемского сельского округа. Находится примерно в 5 км к северо-западу от города Кульсары, административного центра района. Код КАТО — 233635100.

## Население
В 1999 году население села составляло 2483 человек (1285 мужчин и 1198 женщин). По данным переписи 2009 года, в селе проживало 2846 человек (1450 мужчин и 1396 женщин).